# Thomas Stamford Raffles
Thomas Stamford Raffles, född 5 juli 1781 i Port Morant, Jamaica, död 5 juli 1826 i Barnet, London, var en brittisk kolonial administratör, resenär och naturintresserad utforskare. Han grundade 1819 den moderna staden Singapore som brittisk koloni. Sir Thomas har gett namn till det berömda Raffles Hotel i Singapore och världens största blomma, Rafflesia arnoldii.
Vid 14 års ålder började Raffles som extra skrivare i Brittiska Ostindiska Kompaniets tjänst och sändes 1805 ut till Penang som biträdande sekreterare till guvernören där. Han blev 1807 guvernörens ordinarie sekreterare, studerade det malajiska språket och seder och lyckades 1808 förhindra genomförandet av kompaniets sedermera på hans råd upphävda beslut att överge och förstöra den 1795 ockuperade staden Malacka på Malackahalvön. 
År 1810 besökte Raffles Calcutta och uppgjorde därvid med generalguvernören över Brittiska Indien, Lord Minto, en plan för erövring av den nederländska kolonin på Java. Han åtföljde 1811 Minto på expeditionen dit och var från oktober 1811 till mars 1816 som vice guvernör Javas styresman. Som sådan befäste han britternas välde över hela ön - holländarna hade endast kontrollerat 60 procent av Java. Han uppmuntrade kaffeodlingen, mildrade lagstiftningen, införde jury i rättskipningen samt avskaffade tortyr och slaveri på ön. Hans försök att genom modernisering av jordbeskattningen förvaltningen tryggade inkomster mötte på flera håll av motstånd. Då England 1816 återlämnade ön till holländarna, bibehöll dessa de flesta av Raffles reformanordningar, och hans ämbetstid kom därigenom att bilda epok i Javas historia.
Raffles hade hoppats, att Storbritannien skulle behålla ön, och han hade drömt om, att den skulle bli medelpunkten för ett brittiskt örike i Fjärran Östern samt utgångspunkt för anknytning av politiska och ekonomiska förbindelser med Japan. Under en tids av hälsoskäl nödvändig vistelse i hemlandet utgav Raffles sin History of Java (1817) och belönades för detta av prinsregenten Georg med knightvärdighet samma år.
Han var från mars 1818 till december 1823 vice guvernör i Bengkulu på Sumatra och sysselsatte sig där, liksom förut på Java, mycket med naturvetenskapliga, språkliga och arkeologiska studier. Under en forskningsfärd inåt ön 1818 i sällskap med den unge botanisten Joseph Arnold upptäckte han den efter dem båda uppkallade parasitväxten Rafflesia arnoldii.
Oupplösligt förknippat med Raffles namn är hans varaktigaste livsverk, grundläggandet av staden Singapore 1819 på en av honom genom fördrag med sultanen av Johore förvärv av en ö i Malackasundet, varigenom jämvikt vanns mellan engelsmän och holländare i Sydostasien och en stödjepunkt skapades för den brittiska handelns expansion österut. När Raffles 1824 anträdde hemresan från Bengkulu, råkade fartyget i brand, och han förlorade därvid sina  naturvetenskapliga samlingar samt  kartor och manuskript. Efter hemkomsten tog han initiativ till stiftandet av Zoological Society of London (1826).